# Aleksandar Vukotić
Aleksandar Vukotić (Servisch: Александар Вукотић) (Kraljevo, 22 juli 1995) is een Servisch voetballer die bij voorkeur als centrale verdediger speelt. Hij stroomde in 2014 door vanuit in het eerste elftal van Dolina Padina. In mei 2018 tekende Vukotić een contract voor drie seizoenen bij Waasland Beveren.

## Clubcarrière
Vukotić begon te voetballen bij Sloga Kraljevo, de voetbalploeg van zijn geboortedorp. In 2014 maakte hij de overstap naar van Dolina Padina. Het daaropvolgende seizoen maakte hij de overstap naar FK Krupa, uitkomend in de Bosnische tweede afdeling. In het seizoen 2015/16 werd hij met Krupa kampioen van de Prva Liga Republika Srpska en maakte zo de overstap naar de hoogste afdeling. In het seizoen 2017/18 was hij aanvoerder van FK Krupa. In mei 2018 raakte bekend dat Vukotić een contract voor 3 seizoenen had getekend bij Waasland Beveren.

## Clubstatistieken
| Seizoen     | Club             | Competitie                 | Competitie | Competitie | Beker | Beker | Internationaal | Internationaal | Totaal | Totaal |
| Seizoen     | Club             | Competitie                 | Wed.       | Dlp.       | Wed.  | Dlp.  | Wed.           | Dlp.           | Wed.   | Dlp.   |
| ----------- | ---------------- | -------------------------- | ---------- | ---------- | ----- | ----- | -------------- | -------------- | ------ | ------ |
| 2014/15     | Dolina Padina    | Regio Vojvodina Reeks 3    | 30         | 2          | 0     | 0     | —              | —              | 30     | 2      |
| 2015/2016   | FK Krupa         | Prva Liga Republika Srpska | 2          | 2          | 1     | 0     | —              | —              | 3      | 2      |
| 2016/17     | FK Krupa         | Premijer Liga              | 29         | 1          | 1     | 1     | —              | —              | 30     | 2      |
| 2017/18     | FK Krupa         | Premijer Liga              | 28         | 2          | 7     | 0     | —              | —              | 35     | 2      |
| 2018/19     | Waasland Beveren | Eerste klasse A            | 38         | 1          | 0     | 0     | —              | —              | 38     | 1      |
| 2019/20     | Waasland Beveren | Eerste klasse A            | 27         | 2          | 0     | 0     | —              | —              | 27     | 2      |
| 2020/21     | Waasland Beveren | Eerste klasse A            | 26         | 2          | 0     | 0     | —              | —              | 26     | 2      |
| Club totaal | Club totaal      | Club totaal                | 136        | 9          | 9     | 1     | 0              | 0              | 145    | 10     |

Bijgewerkt op 9 oktober 2019
1 Reus ·
4 Bateau ·
5 Luiz ·
6 Dicke ·
7 Kerrigan ·
8 Servais ·
9 Ola-Adebomi ·
10 Limbombe ·
11 Michiwaki ·
13 Khatir ·
15 Wuytens ·
16 Deman ·
18 Dewaele ·
20 Dassy ·
21 Jans ·
23 Fall ·
24 Moustapha ·
30 Corryn ·
32 Filipovic ·
34 Abrahams ·
43 Coopman ·
77 Ertürk ·
78 Van Hecke ·
84 Lusamba ·
92 Mertens ·
Brüls ·
Coach: Reedijk